# Aden (provins)
Aden (arabiska: عدن, 'Adan) är en provins i södra Jemen. Den administrativa huvudorten är Aden. Provinsen har 589 419 invånare och en yta på 760 km².

## Distrikt
- al-Buraiqeh
- Craiter
- Dar Sad
- Khur Maksar
- al-Mansura
- al-Mualla
- ash-Shaikh Outhman
- Attawahi